# Inés González Árraga
Inés Margarita González Árraga (sinh ngày 31 tháng 1 năm 1973) là cựu tù nhân chính trị người Venezuela, hiện đang sống lưu vong.

## Tiểu sử
González học ngành hóa học tại trường Đại học Zulia, sau đó hoàn thành bằng thạc sĩ tại Viện nghiên cứu khoa học Venezuela và bằng tiến sĩ tại Đại học Akron ở Hoa Kỳ.
Ngày 4 tháng 10 năm 2014, bà bị các sĩ quan của Cơ quan Tình báo Bolivar (SEBIN) bắt giữ vì đăng thông điệp trên Twitter về cái chết của phó đảng cầm quyền Robert Serra. Bà ban đầu bị truy tố về tội xúi giục sự thù hận, xúc phạm và lăng mạ quan chức. Luật sư của bà lập luận rằng đây không thể xúc phạm, bởi vì để thực hiện hành vi phạm tội, bà phải xúc phạm Serra khi còn sống, trong khi các tweet của bà chỉ được đăng khi Serra đã qua đời. Do đó, các cáo buộc  González xúc phạm mang tính chất bạo lực và nói xấu quan chức nhà nước đã được chính quyền Venezuela bãi bỏ.
González bị giam trong nhà tù El Helicoide, trụ sở của SEBIN tại Caracas. Ngày 16 tháng 11 năm 2015, khi bà được Phòng Hình sự của Tòa án Công lý Tối cao sử dụng biện pháp nhân đạo.
Ngày 27 tháng 9 năm 2017, González trốn khỏi Venezuela. Bà cho rằng các quan chức chính phủ trong nước có ý định tống giam bà lần nữa. Bà hiện đang sống lưu vong tại Tây Ban Nha.